# Adolf Schwarz
Adolf Schwarz (Galszecs, Imperi Austríac (actualment Sečovce, Eslovàquia) 31 d'octubre de 1836 – Viena, 25 d'octubre de 1910) fou un jugador d'escacs austrohongarès. Comerciant de professió, es va instal·lar a Viena a partir del 1872, on va participar de l'extraordinari ambient escaquístic de la ciutat, i on fou considerat un dels millors jugadors del moment a Àustria.

## Resultats destacats en competició
Fou 10è al Torneig de Viena 1873 (els campions foren Wilhelm Steinitz i Joseph Henry Blackburne). El 1878, fou 2n, rere Louis Paulsen, a Frankfurt. El 1879, fou 3r a Leipzig (1r Congrés de la DSB, (el campió fou Berthold Englisch). El 1880, empatà als llocs 1r-3r amb Blackburne i English a Wiesbaden. El mateix any, empatà als llocs 1r-3r amb Max Weiss i Johannes von Minckwitz a Graz, i empatà als llocs 3r-5è a Braunschweig. El 1882, fou 3r a Viena (el guanyador fou Vincenz Hruby), i empatà als llocs 12è-13è al Torneig de Viena 1882 (els campions foren Wilhelm Steinitz i Szymon Winawer). Va participar en el gran Torneig d'escacs de Viena 1898, però es va haver de retirar després de jugar només vuit partides.

### Matxs
Adolf Schwarz va disputar nombrosos matxs: Va guanyar en von Minckwitz 5:3 (+ 3 - 2 = 4) a Frankfurt el 1878, en Winawer 3:1 (+ 3 - 1 = 0) el 1880, i n'Albin 2:1 (+ 2,- 1, = 0) el 1897. Va perdre contra en Philipp Meitner (6½:3½) a Viena el 1878, i contra en Paulsen, (2:5), a Leipzig el 1879.

### Rànquing mundial
El seu millor rànquing Elo s'ha estimat en 2657 punts, pel maig de 1882, cosa que el situaria en tercer lloc mundial en aquella data.